# Мария Аделаида Савойска
Мария Аделаида Савойска (на италиански: Maria Adelaide di Savoia, на френски: Marie-Adélaïde de Savoie; * 6 декември 1685, Кралски дворец в Торино, Савойско херцогство; † 12 февруари 1712, Версайски дворец, Кралство Франция) е принцеса на Савоя и чрез брак дофинa на Франция, майка на френския крал Луи XV.

## Произход
Мария Аделаида е най-възрастната дъщеря на херцога на Савоя Виктор Амадей II (* 1666, † 1732) и на френската принцеса Анна-Мария Орлеанска (* 1669, † 1728). Майка ѝ е племенница на френския крал Луи XIV и внучка на английския крал Чарлз I. Нейни дядо и баба по бащина линия са Карл Емануил II Савойски, херцог на Савоя, и Мария Йоанна Батиста Савойска-Немур, а по майчина – орлеанския херцог Филип I и английската принцеса Хенриета-Анна Стюарт. Има пет братя и три сестри:
- Мария Анна (* 1687; † 1690)
- Мария Луиза Габриела (* 1688, Торино; † 1714), кралица на Испания, съпруга на испанския крал Филип V Анжуйски
- сестра († 1690)
- брат († 1691)
- брат († 1697)
- Виктор Амадей Филип Йосиф (* 1699; † 1715), принц на Пиемонт
- Карл Емануил III Трудолюбивият или Карлин (* 1701; † 1773), 16-и херцог на Савоя (1720 – 1730 и 1732 – 1773), крал на Сардиния-Пиемонт като Карл Емануил I (1730 – 1773), принц на Пиемонт (1715 – 1773), херцог на Монферат, маркиз на Салуцо, херцог на Аоста, граф на Мориен, граф на Ница, хранител на Светата Плащаница, съпруг на пфалцграфиня Анна Кристина Луиза фон Пфалц-Зулцбах, на принцеса Поликсена Кристина фон Хесен-Ротенбург-Рейнфелс и на херцогиня Елизабет Тереза Лотарингска
- Емануил Филиберт (*/† 1705), херцог на Шабле

Има и един природен брат и една природена сестра от извънбрачна връзка на баща си.

## Биография

### Начални години
Раждането ѝ почти коства живота на 16-годишната ѝ майка, но Анна Мария Орлеанска скоро се възстановява. Нейната баба Мария Йоанна Батиста Савойска-Немур и Принцът на Кариняно са ѝ нейни кръстници. Като жена Мария Аделаида няма право да наследи Савойското херцогство поради Салическия закон.
Тя е особено привързана към баба си и майка си. Противно на протокола Мария Адеалида, братята и сестрите ѝ са отгледани и възпитани под грижите собствената си майка, което е доста необичайно за владетелските домове през тази епоха. Това става причина принцесата да поддържа изключително топли отношения с нея.
Като деца Мария Аделаида и сестра ѝ Мария Луиза често посещават Виня ди Мадама извън Торино и всяка седмица баба си в Палацо Мадама в Торино.

### Годеж и брак
Бракът на принцесата се състои благодарение на Договора от Торино (29 август 1696 г.). Според този договор между баща ѝ и Луи XIV от Франция баща ѝ ще подкрепя Луи XIV в Деветгодишната война. Владенията на баща ѝ са опустошени във войната и договорът изглежда решение.
Първоначално Мария Аделаида е предложена за съпруга на ерцхерцог Йозеф Австрийски. Император Леополд I отхвърля предложението поради прекалено малката възраст и на двамата. Договорът от Торино е договорен под влиянието на маршал Тесе, който предлага принцесата да бъде изпратена във Франция, за да се омъжи за френски принц. Накрая изборът пада върху Луи дьо Бургон, херцог на Бургундия и най-голям внук на Луи XIV.
По предложение на маршал Дьо Фльори Мария Аделаида е изпратена във Франция, за да получи по-високо образование, преди да се омъжи за френския принц. Посрещната от самия крал в Монтаржи, младата принцеса успява да очарова Луи XIV. Поради малолетието ѝ бракът ѝ с Луи дьо Бургон е отложен с няколко месеца и през това време тя е наричана Принцесата. Под влиянието на Мадам дьо Ментнон три дена в седмицата посещава Кралското училище в Сен Сир.
На 6 декември 1697 г., на 12-ия ѝ рожден ден, Мария Аделаида официално се омъжва за Луи дьо Бурбон, като сватбата им е отпразнувана във Версай. Съпругът на принцесата е най-големият син на великия дофин Луи и на съпругата му Мария Анна Виктория Баварска.

### Херцогиня на Бургундия
Новата бургундска херцогиня поддържа изключително близки отношения с краля и съпругата му мадам дьо Ментнон. Пристигането ѝ във Версай често е определяно като „глътка свеж въздух“. В същото време Мари Аделаида, както става известна във Версай, продължава да поддържа активна кореспонденция с роднините си в Савоя.
Мария Аделаида използва влиянието си над краля, за да пречи на противниците си в двора да постигнат своите цели. Като най-голям противник на савойската принцеса се очертава херцогиня Луиз-Франсоаз дьо Бурбон, която е призната извънбрачна дъщеря на краля от мадам Дьо Монтеспан. Херцогиня Дьо Бурбон се опитва да уреди брак между дъщеря си и херцога на Бери – Шарл, който е девер на Мария Аделаида. Мария Аделаида обаче успява да убеди краля да ожени внука си за първата ѝ братовчедка Мария Луиза Елизабет Орлеанска. Влиятелната Мария Аделаида има принос и за изпадането в немилост на Херцога на Вандом – един от великите френски военачалници по онова време.
Мария Аделаида ражда на съпруга си три деца, две от които умират в детска възраст, а едно е бъдещият крал на Франция Луи XV.

### Дофина на Франция
През април 1711 г. от шарка умира свекърът на Мария-Аделаида – Великият дофин Луи. Като негов най-голям син Луи дьо Бургон става наследник на френската корона и получава титлата „Дофин на Франция“, а Мария Аделаида става новата дофина на Франция.

### Смърт
През февруари 1712 г. намиращият се все още в траур френски двор се мести във Фонтенбло, където Мария Аделаида вдига температура, която бързо преминава в шарка. След обилно кръвопускане и повръщане 26-годишната дофина умира във Версай на 12 февруари 1712 г. Смъртта ѝ шокира краля и съпругата му, която пише в мемоарите си, че Мария-Аделаида е втората жена, която кралят някога е обичал истински (първата е майка му Анна Австрийска). След смъртта на дофината дворът се премества в Марли, за да избегне по-нататъшно разпространение на заразата. В Марли обаче умира и съпругът на Мария Аделаида. На 23 февруари 1715 г. двама са погребани в базиликата „Сен Дени“.
Нов наследник на престола се оказва най-възрастният син на Мария Аделаида – херцогът на Бретан. Той обаче умира през март 1712 отново от шарка, предизвикала кръвопускане. Единственият оцелял от епидемията се оказва по-малкият ѝ син – бъдещият крал Луи XV, който е заключен в апартамента си заедно с гувернантката си, за да избегне кръвопускане до смърт, каквото лекарите са приложили преди това на брат му.

## Потомство
От брака си с Луи дьо Бурбон има трима сина:
1. Луи дьо Бурбон (* 1704, † 1705), херцог на Бретан
2. Луи Френски (* 8 януари 1707, † 8 март 1712), херцог на Бретан
3. Луи XV (* 15 февруари 1710, Версай, † 10 май 1774, Версай), крал на Франция и на Навара (1715 – 1774), ∞ за Мария Лешчинска (* 23 юни 1793, Познан; † 24 юни 1768, Версай), полска принцеса, от която има двама сина и осем дъщери. Има и осем извънбрачни деца.

- Децата на Мария Аделаида
- Луи Френски
- Луи XV